# Theodor Menzel

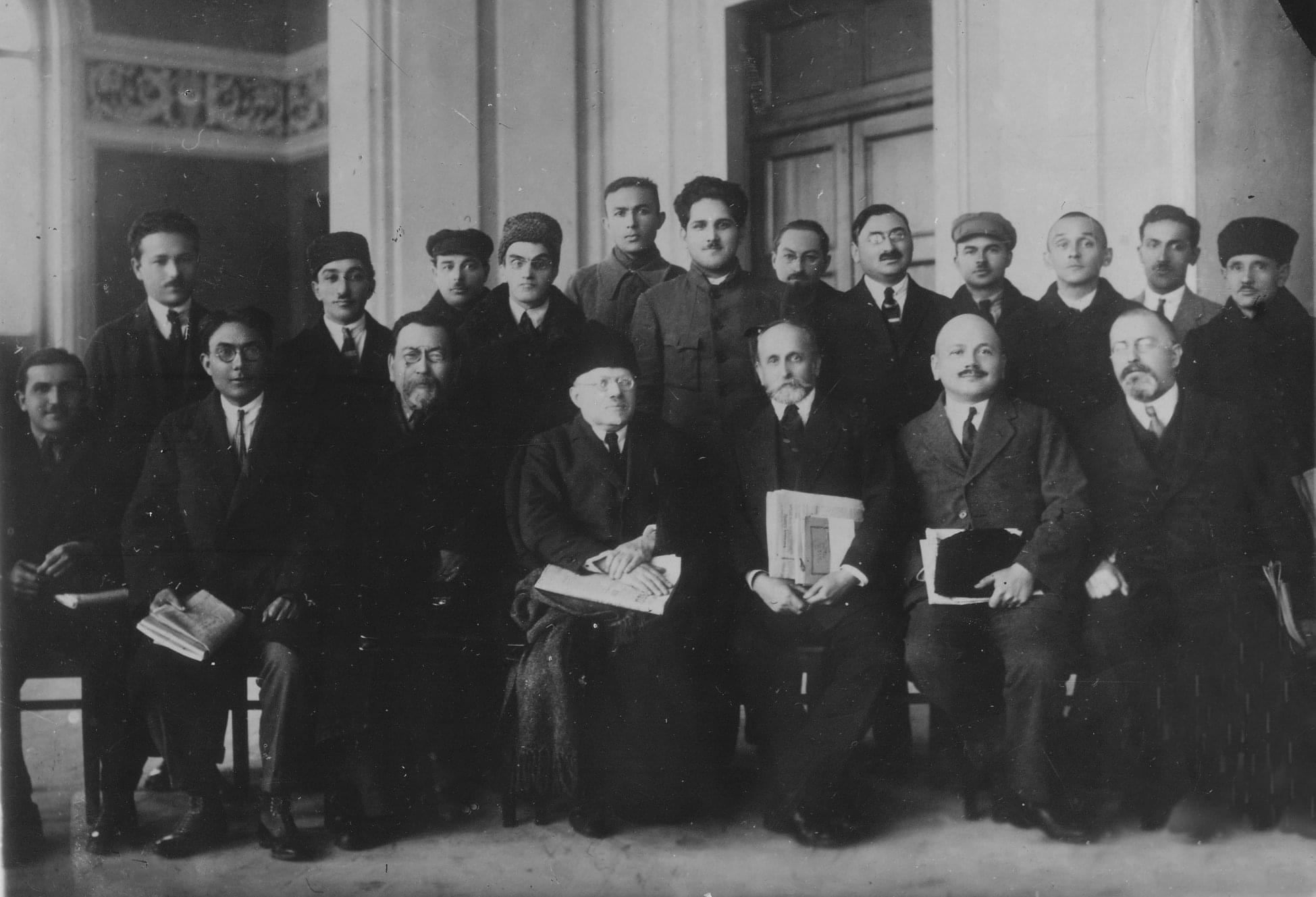
Teodor Menzel (erster sitzend von links) unter den Teilnehmern des Turkologischen Kongresses in Baku

Theodor Menzel (* 2. Dezember 1878 in München; † 10. März 1939 in Kiel) war ein deutscher Turkologe.

## Leben
Von 1899 bis 1901 studierte er orientalische Philologie und klassische Philologie in München. Nach der Promotion 1905 in Orientalistik/Turkologie in Erlangen bei Georg Jacob und der Habilitation 1924 an der Universität Kiel war er dort von 1929 bis 1937	ordentlicher Professor für Islamische Philologie.

## Schriften (Auswahl)
- Mehmed Tevfiq. Ein Jahr in Konstantinopel. Zweiter Monat. Helva-sohbeti (Die Helva-Abendgesellschaft). Erlangen 1905.
- Der Zauberspiegel : türkische Märchen, zum 1. mal aufgezeichnet und ins Deutsche übersetzt. Hannover 1924 (Digitalisat)
- (Hg.): Billur Köschk. 14 türkische Märchen, zum ersten mal nach den beiden Stambuler Drucken der Märchensammlung ins Deutsche übersetzt. Hannover 1924.
- (Hg.): Festschrift Georg Jacob zum siebzigsten Geburtstag 26. Mai 1932 gewidmet von Freunden und Schülern. Leipzig 1932.
- Meddâḥ, Schattentheater und Orta Ojunu. Eine kritische Übersicht über die Ergebnisse der jüngeren Forschung nebst neuen Beiträgen. Prag 1941, OCLC 923376398.